# TT406
La tombe thébaine TT 406 est située à El-Assasif, dans la nécropole thébaine, sur la rive ouest du Nil, face à Louxor en Égypte.
C'est la tombe de Piay, scribe de l'autel du Seigneur des Deux Terres à la période ramesside.